# Planalto de Conquista
O Planalto de Conquista ou Planalto da Conquista é uma região geográfica do estado da Bahia, que abrange os seguintes municípios: Anagé, Barra do Choça, Belo Campo, Boa Nova, Bom Jesus da Serra, Cândido Sales, Encruzilhada, Planalto, Poções, Ribeirão do Largo e Vitória da Conquista.
Essa região engloba grande parte do histórico Sertão da Ressaca. 

## História
O Planalto de Conquista teve como habitantes originários os indígenas mongoiós, camacãs, aimorés e pataxós.
A região do Sertão da Ressaca começou a ser desbravada entre 1750 e 1780, nas várias incursões de João Gonçalves da Costa e João da Silva Guimarães.
A região do Planalto de Conquista foi colonizada na segunda metade do século XVIII e início do século XIX, por sertanistas, tropeiros, vaqueiros, artesãos e comerciantes, e está relacionada à procura por pedras preciosas e à política de ocupação do território pela Coroa Portuguesa.
A vila mais antiga da região é Conquista (atual Vitória da Conquista), desmembrada de Caetité em 1840 e à qual todos os municípios do Planalto da Conquista já pertenceram.
Durante muito tempo, a economia da região era baseada na agropecuária.
Essa região começou a se integrar ao restante da Bahia na década de 1940, com a inauguração de uma rodovia ligando Ilhéus a Bom Jesus da Lapa. A inauguração da Rodovia Rio-Bahia, na década de 1960, alavancou o desenvolvimento. Na década de 1970, houve uma grande expansão do cultivo do café no Planalto de Conquista.

## Geografia
A região do Planalto da Conquista, com uma área de 14.140 km², é, como o próprio nome já diz, uma área de planalto, com altitudes que chegam aos 1.200 m. A vegetação típica da região é a Caatinga e o clima típico, uma transição entre o tropical semiúmido e o tropical semiárido.

## Demografia

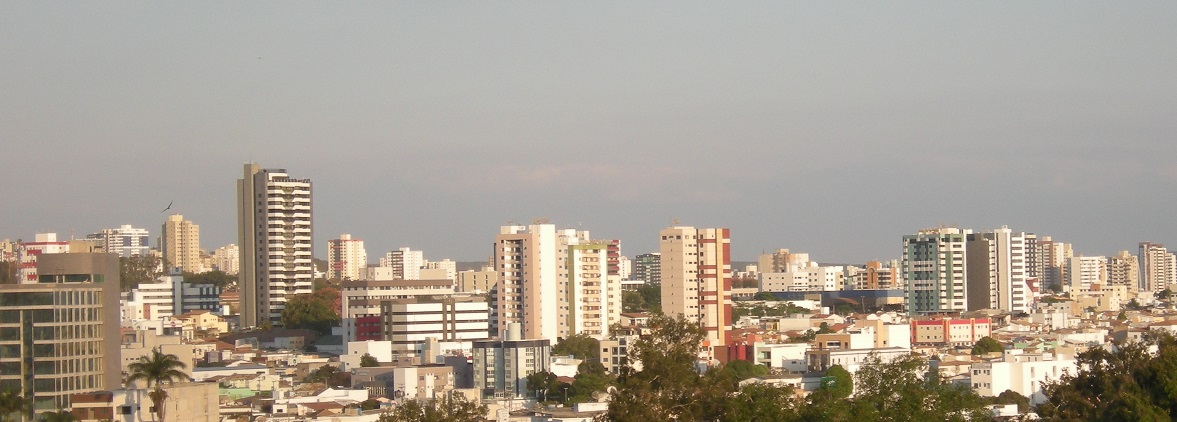
Vista de Vitória da Conquista

Segundo o censo de 2022, a população da região é de 600.199 habitantes, dos quais 61,8% residem na cidade principal, Vitória da Conquista, com uma população de 370.868 habitantes, sendo a terceira maior cidade do estado da Bahia e a maior do Sudoeste Baiano.